# Schikaneder (Musical)
Schikaneder – Die turbulente Liebesgeschichte hinter der Zauberflöte ist ein Musical von Stephen Schwartz und Christian Struppeck.
Es handelt von der Lebens- und Liebesgeschichte von Emanuel Schikaneder und seiner Frau Eleonore Schikaneder und wurde am 30. September 2016 im Raimund Theater in Wien uraufgeführt. 

## Handlung

### Prolog
Wien, 1789, Theater auf der Wieden: Eleonore Schikaneder hat nach dem Tod ihres Lebensgefährten Johann Friedel den Theaterbetrieb geerbt. Als Frau ist es ihr aber nicht gestattet, die Bühne alleine zu führen. Als Eleonore ein Kaufangebot ihres Konkurrenten Karl Marinelli ausschlägt, bleibt als einziger Ausweg nur eine neuerliche Zusammenarbeit mit ihrem Noch-Ehemann Emanuel Schikaneder, von dem sich Eleonore vor Jahren getrennt hat. Das Ensemble ist verzweifelt, als Eleonore diese Möglichkeit kategorisch ablehnt. (Aus! Vorbei!) Eleonore beginnt zu erzählen wie alles begann und warum sie Emanuel nie mehr wiedersehen will.

### 1. Akt
Ihre Geschichte beginnt vor 14 Jahren: Die junge Eleonore (zu dieser Zeit noch mit Nachnamen Art(h)) schließt sich als Schauspielerin der berühmten Theatertruppe von Franz Moser an. (Innsbruck) Der charismatische Hauptdarsteller und Autor Joseph Johann Schikaneder ist von der intelligenten Frau sofort sehr angetan und versucht bei ihr zu landen. Obwohl die Anziehung auf Gegenseitigkeit beruht, weist Eleonore den offensichtlichen Frauenhelden vorerst zurück. (Träum groß)
Bei einer Ballettklasse tuschelt das Ensemble über Schikaneder und Eleonore. Es ist nicht mehr zu übersehen, dass die beiden Hals über Kopf ineinander verliebt sind.(Irgendwas passiert) Als Franz Moser sich nach dem Tod seiner geliebten Frau zur Ruhe setzt, unterstützt Eleonore Schikaneder dabei, die Truppe zu übernehmen. (Ohne sie)
Eleonore willigt ein, ihn zu heiraten. Zu Ehren von seiner Braut beschließt Schikaneder einen neuen Vornamen anzunehmen, der perfekt zu dem ihren passt: Emanuel. (Liebe siegt)
Die beiden sind aber nicht nur privat ein absolutes Traumpaar, sondern auch auf der Bühne. Als umjubelte Schauspiel-Stars der Truppe eilen sie von Stadt zu Stadt und von Erfolg zu Erfolg. (Das hellstrahlendste Traumpaar)
Eleonore wird von ihrer Freundin Barbara Gerl auf eine Affäre ihres Ehemannes hingewiesen: Es ist offensichtlich nicht die erste, aber die Freundin hält es diesmal für etwas "Ernstes". Eleonore will nichts davon hören. Sie hat im Laufe der Zeit gelernt wegzusehen. (Wegzusehen) Der schüchterne junge Autor und Schauspieler Johann Friedel, der unsterblich in Eleonore verliebt ist, tröstet und umwirbt sie, doch sie weist ihn zurück. (So jemand wie du)
Emanuel kann Eleonore mit seinen hochfliegenden Plänen für ein feststehendes Schauspielhaus und eine ganz neuartige, deutschsprachige Oper wieder auf seine Seite ziehen. (Träum groß Reprise)
Als Eleonore aber von Maria Anna Miller, der naiven jungen Geliebten ihres Mannes, damit konfrontiert wird, dass diese ein Kind von ihm erwartet, ist sie tief verletzt. (Freut euch mit mir)
Sie sucht Trost bei Johann Friedel und überredet den kränklichen jungen Mann dazu, mit ihr fortzugehen, um in Wien ein eigenes feststehendes Theater zu eröffnen. Johann schenkt Eleonore ein wertvolles Diamantcollier, das er von seiner Mutter geerbt hat. (Jetzt und hier)
Emanuel wird von Maria Anna über den Weggang seiner Frau unterrichtet. Als Maria Anna begreifen muss, dass Emanuel sie trotzdem niemals zur Frau nehmen wird, geht auch sie. Emanuel ist zutiefst darüber erschüttert, dass Eleonore ihn verlassen hat, will es sich aber nicht eingestehen. (So viele Fische im Meer)
Eleonore und Johana, Maria Anna und Emanuel freuen sich jeweils auf einen neuen Anfang, während das Ensemble von Emanuel über das Auseinanderbrechen der Truppe verzweifelt ist. (Finale 1. Akt)

### 2. Akt
Ohne Eleonore sind Emanuel und seine Truppe von Misserfolgen geplagt. Seine Oper zu einem Ballonstart wird zum Desaster und er gibt viel zu viel Geld aus. Eleonore und Johann ergeht es in Wien ähnlich. Sie haben das Theater auf der Wieden übernommen, aber Johann fehlt Emanuels Wagemut, damit die Truppe entsprechend reüssieren kann. (Irgendwas Wichtiges fehlt)
Als sich Emanuel in Regensburg auf eine Beziehung mit der Frau des Fürsten einlässt, muss er Hals über Kopf fliehen, um einer Verhaftung zu entgehen. In Wien hat sich der kranke Johann völlig übernommen und stirbt in Eleonores Armen, nicht ohne ihr das Versprechen abzunehmen, das Theater weiterzuführen. Wieder im Wien von 1789 ist das Ensemble von Eleonore tief bewegt und alle verstehen, dass sie ihren Ehemann nicht zurücknehmen will. Doch es gibt ein kleines Problem: Barbara hat Emanuel schon hergeholt. Die Verletzungen der Vergangenheit führen sofort zu einem turbulenten Streit.
Letztlich gestehen sich Emanuel und Eleonore jedoch ein, dass sie in dieser Situation aufeinander angewiesen sind. Ihre Beziehung soll aber rein geschäftlich bleiben. (Rein geschäftlich)
Doch auch in nächster Zeit benehmen sich die beiden wie Hund und Katz‘ und die finanziellen Turbulenzen der Truppe werden immer größer. Vor dem Direktionsbüro diskutieren Barbara, Emanuels bester Freund Benedikt Schack und Josepha Hofer, die Diva der Gruppe und die aktuelle „Favoritin“ von Emanuel, wer die beiden beruhigen könnte. (Ich? Warum?)
Als Karl Marinelli sein Kaufangebot für das Theater erneuert, weil er für eine neue Oper ein zweites Haus braucht, fühlt sich Emanuel herausgefordert und behauptet, er würde auch an einer großen neuen Oper schreiben. Der abgewiesene Marinelli geht mit einer Drohung. (Das, was ich will)
Eleonores Empörung darüber, dass Emanuel nur geprahlt hat, währt nur kurz. Gemeinsam sprudeln sie bald über vor Ideen für eine ganz neue Form der Oper, die das Theater revolutionieren soll. (Träum groß Reprise)
Es gelingt den beiden, Josef von Bauernfeld – dem sie eigentlich schon eine Menge Geld schulden – zu überreden, als Geldgeber in die Show einzusteigen. (Geld und Glück)
Bei den ersten Proben findet das Ensemble alles an der neuen Oper furchtbar. Einige wollen sogar gehen – bis sie Teile der Partitur das erste Mal vom Orchester intoniert hören: Davon sind sie sofort verzaubert. (Das wird ein Misserfolg!)
Die Generalprobe der neuen Oper wird abrupt von zwei Beamten unterbrochen. Karl Marinelli hat den beiden gesteckt, dass Emanuel mehr Kerzen verwendet, als erlaubt sind. Da Emanuel die Strafzahlung nicht leisten kann, ordnen die Beamten die Schließung des Theaters an. Das Ensemble verlässt das Haus, auch Eleonore geht ohne ein Wort. Marinelli triumphiert. Emanuel ist am Boden zerstört. Er glaubt, seine Frau nun endgültig verloren zu haben. (Letzter Vorhang)
Doch dann kehrt Eleonore zurück: Sie verwendet ihr liebstes Erinnerungsstück an Johann – das Collier – um die Strafe zu bezahlen. Emanuel bedankt sich für Eleonores Unterstützung. Er spürt, dass sie nicht so hinter ihm stehen würde, wenn da nicht noch immer Liebe im Spiel wäre. Eleonore weist das zurück. Gerade, als sich Eleonore doch eingesteht, dass Emanuel recht hat, er für sie immer mehr sein wird, als eine „geschäftliche Beziehung“, sieht sie ihn in Umarmung mit seiner ehemaligen Geliebten Maria Anna Miller. Entsetzt beschließt Eleonore, sofort abzureisen, ab nun will sie ihre eigenen Träume leben, allein. (Mein Lied)
Doch Maria Anna kann sie davon abhalten: Sie ist nur zurückgekommen, weil sie verarmt ist und ihren Sohn nicht mehr ernähren kann. Sie möchte ihn daher bei Emanuel und Eleonore lassen. Die tief bewegte Eleonore sagt Maria Anna ihre Unterstützung zu. (Ich freu mich für dich)
Emanuel und Eleonore versöhnen sich schließlich. Gemeinsam genießen sie am Premierentag den großen Erfolg ihrer neuen Oper: „Die Zauberflöte“. (Finale 2. Akt)

## Liederfolge

### 1. Akt
1. Ouvertüre
2. Aus! Vorbei!
3. Innsbruck
4. Träum groß
5. Irgendwas passiert
6. Ohne sie
7. Liebe siegt
8. Das hellstrahlendste Traumpaar
9. Wegzusehen
10. So jemand wie du
11. Träum groß (Reprise)
12. Freut euch mit mir
13. Jetzt und hier
14. So viele Fische im Meer
15. Finale 1. Akt

### 2. Akt
1. Irgendwas Wichtiges fehlt
2. Rein geschäftlich
3. Ich? Warum?
4. Das, was ich will
5. Träum groß (Reprise)
6. Geld und Glück
7. Das wird ein Misserfolg!
8. Letzter Vorhang
9. Mein Lied
10. Ich freu mich für dich
11. Finale 2. Akt

## Besetzung
Premierenbesetzung in Wien 2016:
- Eleonore Schikaneder: Milica Jovanovic
- Emanuel Schikaneder: Mark Seibert
- Johann Friedel: Florian Peters
- Maria Anna Miller: Katie Hall
- Franz Moser/Josef von Bauernfeld: Hardy Rudolz
- Karl Marinelli: Reinwald Kranner
- Barbara Gerl: Franziska Schuster
- Benedikt Schack: Armin Kahl
- Josepha Hofer: Katja Reichert

## Aufnahmen
Am 6. Dezember 2016 ist das Original Cast Album in deutscher Sprache erschienen. Die Doppel-CD enthält insgesamt 29 einzelne Titel und wurde von HitSquad Records produziert.